# Pozelujew-Brücke
Die Pozelujew-Brücke (russisch Поцелуев мост Pozelujew most) ist eine Brücke über die Moika in Sankt Petersburg.
Sie verbindet die Kasaner mit der 2. Admiralitätsinsel. Die Brücke ist ein Denkmal des Beginns des Brückenbaus aus Gusseisen, das sein Äußeres seit Beginn des 19. Jahrhunderts nicht verändert hat.
Sie ist eine der Sehenswürdigkeiten von Sankt Petersburg. Um den Namen (Pozeluj поцелуй bedeutet auf Russisch Kuss) ranken sich zahlreiche Legenden. Die Brücke, in deren Hintergrund man die Isaakskathedrale sehen kann, ist ein beliebtes Motiv für Maler.

## Geschichte
Ursprünglich, in der ersten Hälfte des 18. Jahrhunderts, war an der Stelle der Brücke ein aus losen Brettern bestehender Übergang über die Mojka, den Anwohner mit den ihnen zur Verfügung stehenden Mitteln errichtet hatten.
1738 wurde im Zusammenhang mit der Uferbefestigung der Mojka an dieser Stelle eine hölzerne bewegliche Brücke für Fußgänger errichtet.
Sie hatte einen beweglichen Teil, um Schiffe mit Masten passieren zu lassen. Außerdem war sie verschiedenfarbig angestrichen, was ihr den Namen „Farbige Brücke“ einbrachte.
1768 wurde die Brücke umgebaut: sie wurde eine Dreifelderbrücke auf steinernen Pfeilern.
Anfang des 19. Jahrhunderts war die Brücke den wachsenden Verkehrslasten nicht mehr gewachsen und wurde baufällig.
Deshalb wurde sie 1808–1816 (mit Unterbrechungen) nach einem Projekt von William Heste umgebaut. Es wurde eine feste Einfeld-Bogenbrücke aus Gusseisen errichtet, die auf mit Granitplatten verkleideten Stützen aus Bruchsteinmauerwerk ruhte.
An den Brückenauffahrten wurden vier Granitobeliske mit Laternen aufgestellt.
Die Metallkonstruktion der Brücke wurde im Ural in den Fabriken von Nikolaj Nikititsch Demidow gefertigt.
Das damals gefertigte reich verzierte Brückengeländer ist ohne Veränderungen bis zum heutigen Tage erhalten. Es basiert auf dem Muster des Geländers der Uferbefestigung der Mojka und wurde in der Petersburger Gusseisenfabrik hergestellt.
Die erste große Rekonstruktion wurde nach der Überschwemmung Sankt Petersburgs von 1824 notwendig, bei der die Brücke beinahe vollständig zerstört wurde.

### Die moderne Brücke
1907–1908 wurde die Brücke straßenbahntauglich gemacht. Die Granitobeliske mit den Laternen wurden beseitigt.
Der Überbau wurde als Bogen auf zwei Gelenken ausgeführt. Entwurfsverfasser war der Ingenieur A.P. Pschenizkij.
Dabei wurde die Brückenbreite vergrößert.
Die mehrfachen Umbauten änderten jedoch nichts am äußeren Erscheinungsbild der Brücke.
1952 wurde unter Leitung des Architekten A.L. Rotatsch der historische Zustand wiederhergestellt. Die vier Obelisken wurden wieder aufgestellt.
Am 10. Mai 2024 ist ein Linienbus von dieser Brücke ins Wasser hinuntergefallen, sieben aus den zwanzig im Bus anwesenden Leute kamen dabei ums Leben.

## Historische Ansichten

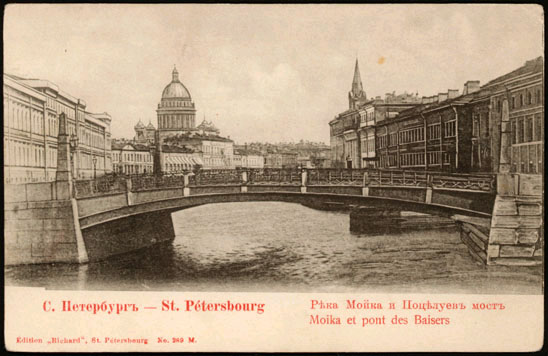
Pozelujew-Brücke, Ansichtskarte aus dem 19. Jahrhundert
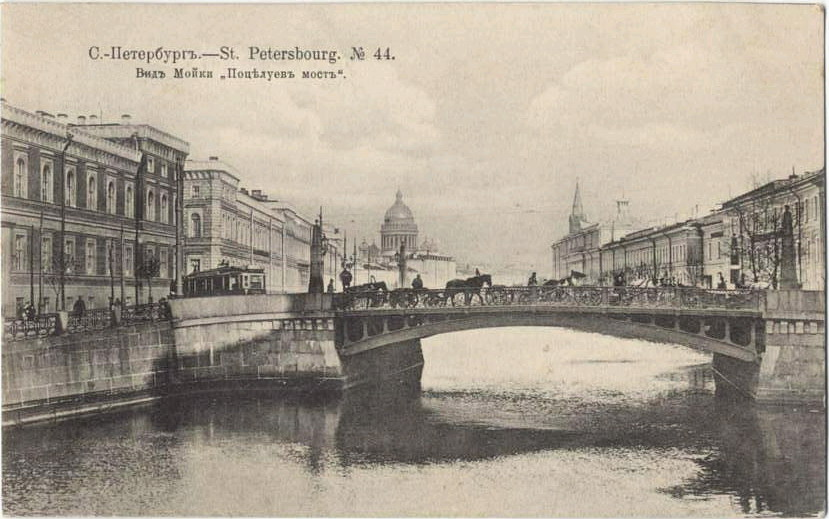
Die Pozelujew-Brücke Anfang des 20. Jahrhunderts